# A Love She Can Count On
"A Love She Can Count On" is een hitsingle van de Amerikaanse soulgroep The Miracles. Het was, na "You've Really Got a Hold on Me", het tweede nummer van het album The Fabulous Miracles dat uitgebracht werd op single. In maart 1963 was "A Love She Can Count On" de eerste van drie singles die dat jaar uitgebracht zouden worden door The Miracles. Het was na haar opvolger "Mickey's Monkey" de succesvolste popsingle van de groep van dat jaar in de Amerikaanse popparade, waarin het op nummer 31 kwam te staan. Op de Amerikaanse r&b-lijst deed de single het beter, door als piek de 21-notering te vergaren. Ook de andere single van de groep van dat jaar, "I Gotta Dance to Keep from Crying", deed het daarop beter.
Zoals veel nummers van The Miracles, schreef leadzanger Smokey Robinson ook "A Love She Can Count On" voor de groep. Vaak schreef hij de nummers samen met andere leden van de groep of hun gitarist, Marv Tarplin. "A Love She Can Count On" schreef Robinson echter alleen. Tevens was hij degene die het nummer produceerde. Beide versies, want er zijn er namelijk twee. De singleversie van "A Love She Can Count On" verschilt met de op "The Fabulous Miracles" uitgebrachte versie. In de versie die op het album verscheen, is er een veel grotere rol weggelegd voor een bluesy piano, in de stijl zoals die te horen is bij voorganger "You've Really Got a Hold on Me" en bij "Jimmy Mack" van collega's bij Motown, Martha & The Vandellas. Toen werd besloten dat het nummer in kwestie op single uitgebracht zou worden, werd het echter opnieuw opgenomen. Dit was omdat het nummer nog te onsamenhangend klonk, volgens de staf van Motown. Bij de singlesversie is de bluesy piano partij weggelaten. "A Love She Can Count On" had bij allebei de opnamen echter veel weg van zijn voorganger. Doordat "You've Really Got a Hold on Me" de tot dan toe op een na grootste hit was voor de groep, had Motown besloten dat het volgende nummer van The Miracles erop moest lijken. Dit principe om veel singles te verkopen werd vaker gebruikt door de platenmaatschappij. Zo lijken de hits "I Can't Help Myself" en "It's the Same Old Song" van de Four Tops heel veel op elkaar, net zoals "Where Did Our Love Go" en "Baby Love" van The Supremes.
In tegenstelling tot bijna alle andere singles van The Miracles, en overigens ook veel andere nummers van de groep, werd "A Love She Can Count On" tot nu toe niet gecoverd door grote artiesten. Ook bij de B-kant van de single, "I Can Take a Hint", was dit het geval. Wel wist dit nummer als een van de weinige B-kanten ook een notering in de popparade te vergaren. Het bereikte nummer 7 in de Billboard Bubbling Under Hot 100, waarmee het dus een nummer 107-notering verdiende.

## Bezetting
- Leadzang: Smokey Robinson
- Achtergrond: Ronnie White, Claudette Robinson, Warren "Pete" Moore en Bobby Rogers
- Instrumentatie: The Funk Brothers
- Schrijver: Smokey Robinson
- Productie: Smokey Robinson